# Dencarik
Dencarik is een bestuurslaag in het regentschap Buleleng van de provincie Bali, Indonesië. Dencarik telt 3818 inwoners (volkstelling 2010).